# Microgonia rhodaria
Microgonia rhodaria là một loài bướm đêm trong họ Geometridae.